# Medalla Louis Blériot

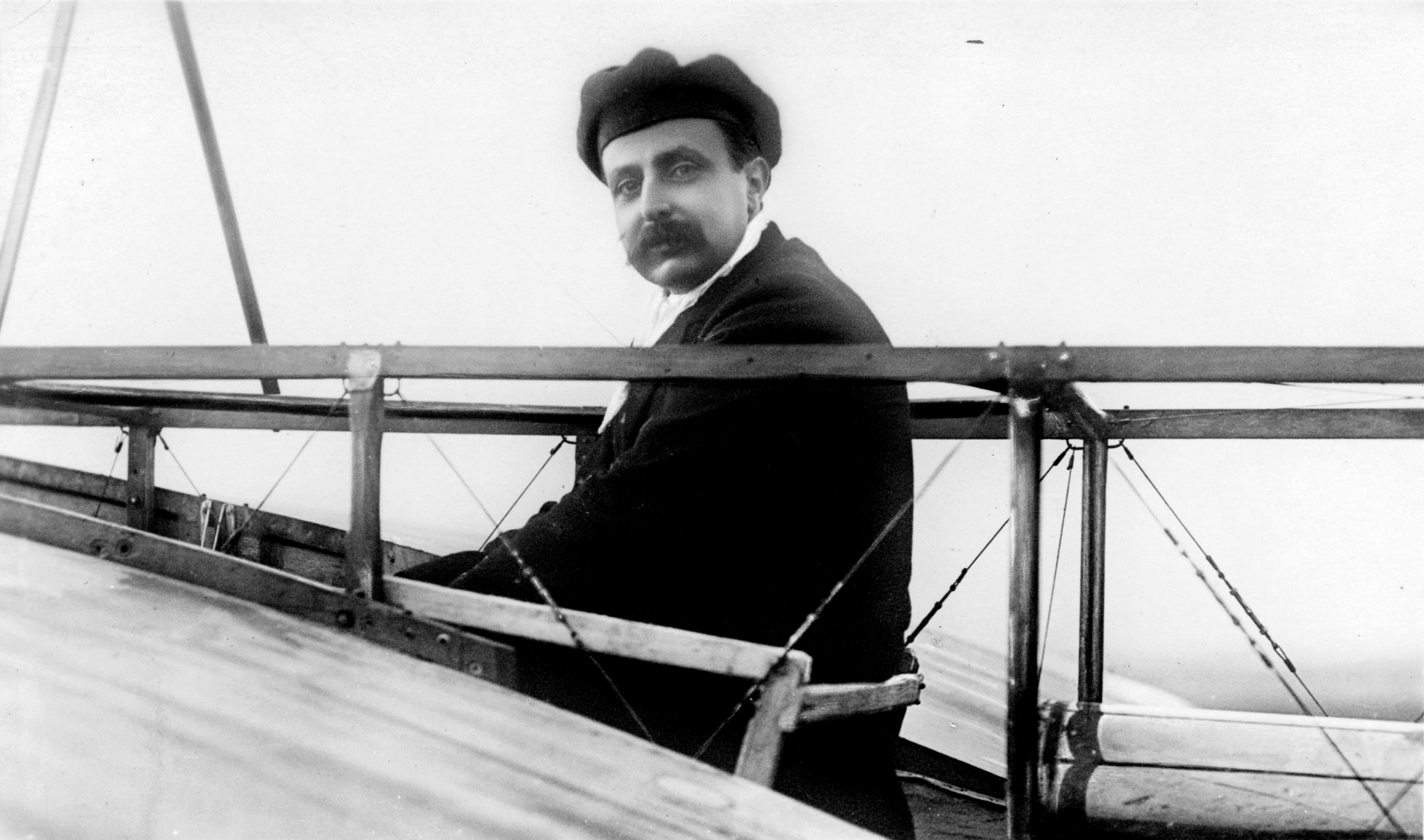
Louis Blériot en su monoplano

La Medalla Louis Blériot es una condecoración otorgada por la Federación Aeronáutica Internacional (FAI), el organismo que registra los récords logrados en la aviación internacional. La medalla se puede otorgar hasta tres veces al año para reconocer plusmarcas en las categorías de velocidad, altitud y distancia en aviones ligeros. El premio se estableció en 1936 en honor del famoso aviador francés Louis Blériot.

## Ganadores del premio
- 2017 Francis J. Roman
- 2016 Jon M. Sharp
- 2015 Klaus Ohlmann
- 2015 Klaus Ohlmann
- 2015 Wesley E. Behel Jr.
- 2014 William M. Yates
- 2012 no otorgado
- 2011 no otorgado
- 2010 Arnold Ebneter
- 2010 Richard Young
- 2009 no otorgado
- 2008 Stéphane Deregnaucour
- 2007 no otorgado
- 2006 no otorgado
- 2005 Dick Rutan, distancia, XCOR EZ-Rocket
- 2004 Robert L. Gibson, velocidad sobre un circuito cerrado en un Cassutt IIM[2]
- 2003 Bruce Bohannon
- 2003 Bruce Bohannon
- 2002 Bruce Bohannon
- 2001 Bruce Bohannon
- 2001 Richard C. Keyt
- 2000 Hans Georg Schmid
- 1999 Peter Scheichenberger
- 1998 Jon M. Sharp, Sharp Nemesis
- 1997 no otorgado
- 1996 James A. Price
- 1996 Jon M. Sharp, Sharp Nemesis
- 1995 no otorgado
- 1994 Dan E. Parisieu
- 1993 Jon M. Sharp, Sharp Nemesis
- 1992 Michael S. Arnold
- 1992 David W. Timms
- 1991 Peter Scheichenberger
- 1991 Robert L. Gibson, altitud en vuelo horizontal[3]
- 1991 Peter Urach
- 1990 no otorgado
- 1989 Eric Scott Winton
- 1989 Richard J. Gritter
- 1989 Kirk D. Hanna
- 1988 Wilhelm Lischak
- 1988 Yves Duval
- 1987 Norman E. Howell
- 1986 Wilhelm Lischak
- 1985 John E. Saum
- 1984 F. Gary Hertzler
- 1984 Richard Flohr
- 1983 Phillip C. Fogg
- 1982 A.J. Herrero
- 1981 Dick Rutan
- 1980 Charles Andrews
- 1979 Gerald G. Mercer
- 1978 no otorgado
- 1977 Oleg A. Boulyguine
- 1976 W.M. Pomeroy
- 1976 Rodney T. Nixon
- 1975 Edgar J. Lesher
- 1974 no otorgado
- 1973 Edgar J. Lesher
- 1972 Roy Windover
- 1971 no otorgado
- 1970 Edgar J. Lesher
- 1969 Hal Fishman
- 1969 Barry Schiff
- 1968 Donald C. Sinclair
- 1967 Edgar J. Lesher
- 1966 William C. Brodbeck
- 1966 Raymond Davy
- 1965 Geraldine "Jerrie" Mock
- 1964 Adriano Mantelli
- 1963 Raymond Davy
- 1962 Adriano Mantelli
- 1961 no otorgado
- 1960 Raymond Davy
- 1959 no otorgado
- 1958 no otorgado
- 1957 Kaarl Henrik y Juhani Heinonen
- 1956 Richard V. Ohm
- 1956 L. Stastny
- 1956 F. Novak
- 1955 Peder Ib y Riborg Andersen
- 1954 Iginio Guagnellini
- 1953 William D. Thompson
- 1953 Iginio Guagnellini
- 1952 Max Conrad
- 1951 Caro Bayley
- 1951 A. Rebillon
- 1950 John F. Mann
- 1950 R.R. Paine
- 1949 René Leduc
- 1949 William P. Odom
- 1949 Anna Bodriaguina
- 1948 no otorgado
- 1947 no otorgado
- 1946 no otorgado
- 1945 no otorgado
- 1944 no otorgado
- 1943 no otorgado
- 1942 no otorgado
- 1940 no otorgado
- 1939 no otorgado
- 1938 André Japy
- 1938 Helmut Kalkstein
- 1938 Steve Wittman
- 1937 no otorgado
- 1936 Stanisław Skarżyński
- 1936 Maurice Arnoux
- 1936 Furio Niclot Doglio
- 1936 Sra. Becker (Francia)